# Bernard Christophe
Bernard Christophe ist ein französischer Astronom und Asteroidenentdecker.
Im Rahmen seiner Beobachtungen entdeckte er am Observatorium Saint-Sulpice (IAU-Code 947) in Saint-Sulpice zwischen 2003 und 2010 insgesamt 81 Asteroiden.